# Maurício Peixoto
Maurício Peixoto   (Fortaleza, 15 d'abril de 1921 - Rio de Janeiro, 28 d'abril de 2019) va ser un matemàtic brasiler.

## Vida i obra
Peixoto era fill d'un advocat que va ser governador de l'estat de Ceará (al nord-est del Brasil) fins que va ser destituït pel pronunciament militar de 1930 i la família se'n va anar a viure a Rio de Janeiro. No obstant, Peixoto va romandre a Fortaleza acabant la seva escolarització vivint a casa d'una tia. El 1933 va començar els estudis secundaris al Colégio Pedro II de Rio. El 1939 va ingressar a l'Escola d'Enginyeria de la universitat de Brasil, ja que ell volia estudiar matemàtiques i aquesta disciplina no existia aleshores a la universitat. Durant els estudis va coincidir amb Marília Chaves i Leopoldo Nachbin. Amb la primera es va casar el 1946.
A partir de 1947 va estar lligat al nucli de matemàtiques de la Fundació Getúlio Vargas i a partir de 1949 va anar a fer estudis de post grau a la universitat de Chicago. En retornar el 1951, va ser fundador, juntament amb Nachbin i altres, de l'nstituto de Matemática Pura e Aplicada (IMPA). El 1957 va estar a Princeton, on va rebre una forta influència de Solomon Lefschetz i va inclinar definitivament la seva carrera cap a l'estudi de l'estabilitat estructural dels sistemes dinàmics.
El 1964, probablement a causa del cop d'estat militar al seu país, el va abandonar i els anys següents va ser professor de la universitat Brown a Rhode Island (Estats Units) fins que el 1972 va retornar a l'IMPA. La resta de la seva carrera acadèmica va estar vinculada a aquesta institució, excepte el període 1973-1978 en el qual va ser professor de la universitat de São Paulo.
Peixoto estava convençut que el principal objectiu de les matemàtiques del seu temps era classificar els objectes matemàtics segons la seva estructura per mitjà de les relacions d'equivalència entre ells. Els seus treballs més originals van ser en el camp de les equacions diferencials i. més concretament, en l'estabilitat estructural de sistemes dinàmics.
Al llarg de la seva vida va ser president del Consell Nacional de Recerca, de la Societat Brasilera de Matemàtiques i de l'Acadèmia Brasilera de Ciències, a més de rebre diferents guardons científics.